# Карпак, Денис Игоревич
Дени́с И́горевич Карпа́к (род. 18 июля 1986, Таллин, Эстония) - эстонский профессиональный яхтсмен, 4-кратный чемпион Эстонии в классе Финн. 8-кратный Лучший Яхтсмен Эстонии (2005 - 2012 г.) Лучший Молодой Спортсмен 2007 в Эстонии.

## Биография
Денис Карпак профессиональный яхтсмен выступающий за Эстонию. Родился в семье профессиональных спортсменов. Отец Игорь Трофимов бывший яхтсмен, на сегодняшний день является тренером своего сына. Мать — Марина Трофимова, в прошлом легендарная эстонская пловчиха, также поддерживает своего сына и всегда ездит с Денисом на все его соревнования.

## Образование
Денис учился в Таллинне в школе номер 65. (Tallinna Läänemere Gümnaasium), окончив школу в 2004 году поступил в международный университет Audentes, Таллинн на факультет рекламы и маркетинга.

## Карьера
Впервые Денис попробовал себя в парусном спорте в возрасте 6-ти лет, тогда это был первый его опыт, и не совсем удачный в классе яхт Оптимист. Тогда, будучи в Одесском яхт клубе, Денис впервые сел в яхточку, которая напоминала ему мыльницу, и с улыбкой на лице отошёл от пирса, на котором остался стоять его отец Игорь, радостно наблюдая за первыми шагами своего сына в парусном спорте. Буквально через каких то 25 минут, Оптимист под управлением маленького Дениса переворачивается, и юный шкипер остаётся под яхтой, которая начала медленно погружаться под воду. Во время самого обычного парусного манёвра, поворота оверштаг Денис задумался о прекрасном, как он после сам это прокомментировал, и просто не пересел на другой борт яхты, отчего она и перевернулась. Отец Игорь, в этот момент был готов буквально бежать по поводе, чтобы хоть как то помочь своему ребёнку, до которого было примерно метров 50. Утонуть Оптимист не мог, так как был оснащён плавучими баллонами, и Денис зря переживал. Однако страху ребёнка не было предела, и 20 секунд проведённых под яхтой хватило, чтобы в течение следующих 6 лет не хотеть слышать и слова о парусном спорте, яхтах, яхта клубах и прочем.
В 12 лет Денис Карпак начал заниматься парусным спортом, в ноябре 1998 года в русском яхт-клубе «Baltsail». Оттуда в 1999 году перешёл в профессиональную школу парусного спорта Kalev (KPKS).
В 2002 году из класса Оптимист он перешёл в класс Laser 4.7 (4.7 м² площадь паруса) С годами менялась лишь площадь паруса его Лазера. В 2003 года он выступал уже на Laser Radial (5.07 м²) и в конце этого же года Денис перешёл во взрослый Олимпийский Laser (7.06 м²) в котором выступал до осени 2008 года.
В 2003 году Денис вместе со своей семьёй организовали семейную спортивную команду Karpak Sailing Team (KST), за которую Денис выступает и по сей день.
В 2009 году Денис Карпак начал выступать в Олимпийском классе гоночных яхт Finn, в котором выступает по сей день.
____________________
25 июня 2020 года Денис Карпак основал свою школу парусного спорта International Sailing School Архивная копия от 16 июня 2021 на Wayback Machine. Международная Парусная Школа (ISS) стремится обогатить жизнь взрослых и детей в современном обществе с помощью увлекательных тренировок по парусному спорту.
Расположенная в Олимпийском сердце Таллинна, ISS позволяет яхтсменам оттачивать своё мастерство, а новичкам учиться и набираться опыта у самых лучших тренеров.
International Sailing School ждёт новых учеников.

## Литературная деятельность
Денис Карпак пишет прозу под псевдонимом Иван Брайт.
https://proza.ru/avtor/deners Архивная копия от 9 мая 2017 на Wayback Machine

## Достижения
В классе Finn (Финн)
- 2009 — 8 место в регате SOF (French Olympic Sailing Week)
- 2009 — 17 место на Чемпионате мира в Дании
- 2009 — 7 место на Европейском чемпионате в Болгарии
- 2009 — Чемпион Эстонии
- 2009 — Победитель кубка Эстонии
- 2010 — Чемпион Эстонии
- 2011 — 8 место на Чемпионате мира в Австралии, Перт
- 2011 — Чемпион Эстонии
- 2011 — 2 место в регате Olympic Garda Eurolymp, Италия, Гарда
- 2012 — 6 место на Чемпионате Европы в Италия, Скарлино
- 2012 — 11 место на Чемпионате Мира в Англии, Фалмут
- 2012 — Номер 1 яхтсмен в Мировом рейтинге по версии Международной Парусной Ассоциации (ISAF)
- 2012 — 1 место в Кильской регате
- 2012 — 11 место на Лондонских Олимпийских Играх Англия, Портленд
- 2012 — Чемпион Эстонии
- 2012 — Победитель кубка Эстонии

В классе Laser (Лэйзер)
- 2004 — 5 место на молодёжных соревнованиях в Польше
- 2004 — Чемпион Эстонии
- 2005 — Попал в «Золотой Флот» на Чемпионате Мира в Бразилии
- 2005 — Чемпион Эстонии
- 2006 — 10 место на Чемпионате Мира в Южной Корее
- 2007 — 4 место на Чемпионате Европы во Франции
- 2007 — 2 место в Кильской регате
- 2007 — 3 место на Чемпионате Мира в честь 100 лет Международной федерации парусного спорта (ISAF) в Португалии
- 2007 — Чемпион Эстонии
- 2008 — 25 место на летних Олимпийских играх в Циндао
- 2008 — Чемпион Эстонии

В других классах:
- 2001 — Чемпион Эстонии в классе Оптимист
- 2002 — 5 место на Чемпионате Мира в Голландии в классе Laser 4.7

## Семья
- Супруга - Марика Карпак (в браке с 2018 года)
- Дочь - Адалин Карпак
- Отец - Игорь Трофимов (Карпак)
- Мать - Марина Трофимова